# Jacques Laurent Favrat de Bellevaux
Pour les articles homonymes, voir Favrat et Bellevaux.
Jacques-Laurent Favrat de Bellevaux, né le 1er juillet 1783 à Chambéry et mort le 15 juillet 1860, est un aristocrate, homme politique savoyard du royaume de Sardaigne.

## Biographie

### Origines
Jacques-Laurent-Frédéric Favrat de Bellevaux naît le 1er juillet 1783, à Chambéry,, dans le duché de Savoie, au sein du royaume de Sardaigne. Il est le fils de François Favrat (1738-…), sénateur du Souverain Sénat de Savoie, procureur à la Chambre de Turin, et Marie du Fresne. Durant l'occupation française — le duché est annexé par la France révolutionnaire, par décret du 27 novembre 1792 —, son père est président du Conseil général du département du Léman. En 1781, il achète aux Barnabites de la ville de Thonon la seigneurie de Bellevaux. Ce fief sera érigé, deux ans plus tard, pour lui en baronnie par le roi Victor-Amédée III de Sardaigne. Il a un frère, Ferdinand Favrat de Bellevaux, avocat, mort à 28 ans à Turin, en 1809.
Jacques Laurent Favrat de Bellevaux épouse, en avril 1813, Caroline Marie Élisabeth (1793-1873), fille du général Dessaix,,,.

### Carrière
Jacques Laurent Favrat de Bellevaux obtient un diplôme de droit de l'Université de Genève, le 4 août 1800.
En juillet 1849 (IIIe législature du royaume de Sardaigne), puis le 9 décembre de la même année (IVe législature), il est élu comme député représentant de la Savoie, pour le collège de Thonon, au parlement du royaume de Sardaigne à Turin,. Lors de la Ve législature, il est remplacé par le marquis Costa de Beauregard, qui démissionnera deux mois plus tard,.
En mars 1860, il obtient le siège pour le collège d'Évian et garde son mandat jusqu'à l'Annexion de la Savoie, un mois plus tard.
Il meurt sans enfant. Dans son testament du 3 mars 1838, il fait de sa femme son héritière,. Cette dernière teste en 1869 à la faveur de son neveu Léon Charmot-Bressant.

## Décorations
Jacques Laurent Favrat de Bellevaux a été fait, :
- Chevalier de l'ordre des Saints-Maurice-et-Lazare
- Chevalier de la Légion d'honneur[7]